# Catedral de San Andrés de Yokohama
La Catedral de San Andrés de Yokohama (en japonés: 横浜聖アンデレ教会) es una iglesia cristiana ubicada en Yokohama, Japón, se trata de la catedral diocesana de la diócesis de Yokohama, que incluye todas las iglesias Anglicanas-Episcopales en las prefecturas de Chiba, Kanagawa y Yamanashi.
La misión cristiana en Yokohama se inició en 1863 por MB Bailey en la concesión extranjera (en japonés: 横浜居留地). La Iglesia de San Andrés se formó en una casa alquilada en 1885, y su congregación de habla japonesa se convirtió en la Iglesia de hoy en día de San Andrés